# 勸修寺晴豐
勸修寺晴豐（1544年3月17日—1603年1月19日）是安土桃山時代的公家（公卿）。
堂上家（家格是名家，藤原北家高藤流甘露寺支流）勸修寺家的第14代當主。安置位牌的近江高島的幡岳寺中的戒名是清雲院殿義同三司孤月西円大居士。

## 經歷
權大納言第13代當主勸修寺晴秀（晴右）的兒子。與父親一樣受領室町幕府第12代將軍足利義晴的偏諱「晴」字。母親是粟屋元子（右京亮粟屋元隆的女兒）。子女有勸修寺光豐、甘露寺經遠、伊達行源、坊城俊昌、阿部致康、鳳林承章、佐久間安政室。兄弟姊妹有萬里小路充房（萬里小路輔房的養子）、日蓮宗立本寺的住持日袖、正親町三條公仲室、新上東門院勸修寺晴子（誠仁親王的王妃‧後陽成天皇的母親）等。
最高的官位是權大納言、准大臣、從一位，追贈內大臣。
擔任武家傳奏，與織田信長、豐臣秀吉等人交流。在石山合戰之際作為勅使參與信長與本願寺的講和。著書『晴豐公記』（晴豐記、日日記）記述了很多關於信長和本能寺之變的事，被視為是有很高史料價値的第一級史料。在本能寺之變前日的天正10年（1582年）6月1日為了祝賀信長上洛而作為勅使與甘露寺經元一同訪問本能寺並與信長會面。在本能寺之變事後記錄了二條御所等地方的狀況。在山崎之戰後保護明智光秀的女兒。